# Vauriella albigularis
A Vauriella albigularis  a madarak osztályának verébalakúak (Passeriformes) rendjébe és a légykapófélék (Muscicapidae) családjába tartozó faj.

## Rendszerezése
A fajt Frank Swift Bourns  és Dean Conant Worcester írták le 1895-ben, a Rhinomyias nembe Rhinomyias albigularis néven. Besorolása vitatott, egyes szervezetek jelenleg is ide sorolják.

## Előfordulása
A Fülöp-szigetekhez tartozó Negros és Panay szigeteken honos. Természetes élőhelyei a szubtrópusi vagy trópusi síkvidéki esőerdők és másodlagos erdők. Állandó, nem vonuló faj.

## Megjelenése
Testhossza 17 centiméter.

## Természetvédelmi helyzete
Az elterjedési területe nagyon kicsi, egyedszáma 2500-9999 példány közötti és csökken. A mezőgazdaság, bányászat,  erdőirtás és a széttöredezettség veszélyezteti.  A Természetvédelmi Világszövetség Vörös listáján veszélyeztetett fajként szerepel.